# Fausto Coppi

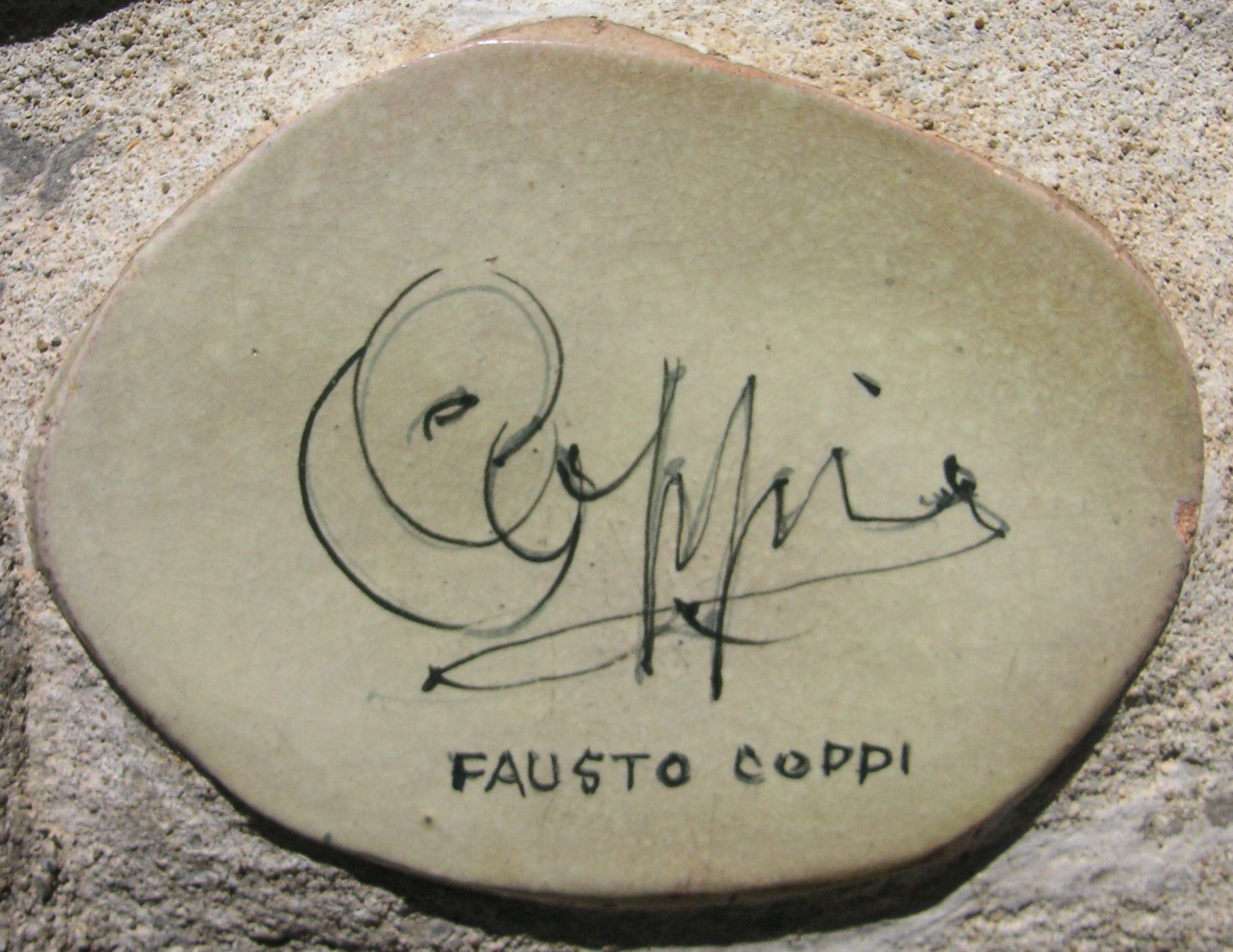
Autograf Coppiego na muretto we włoskim Alassio

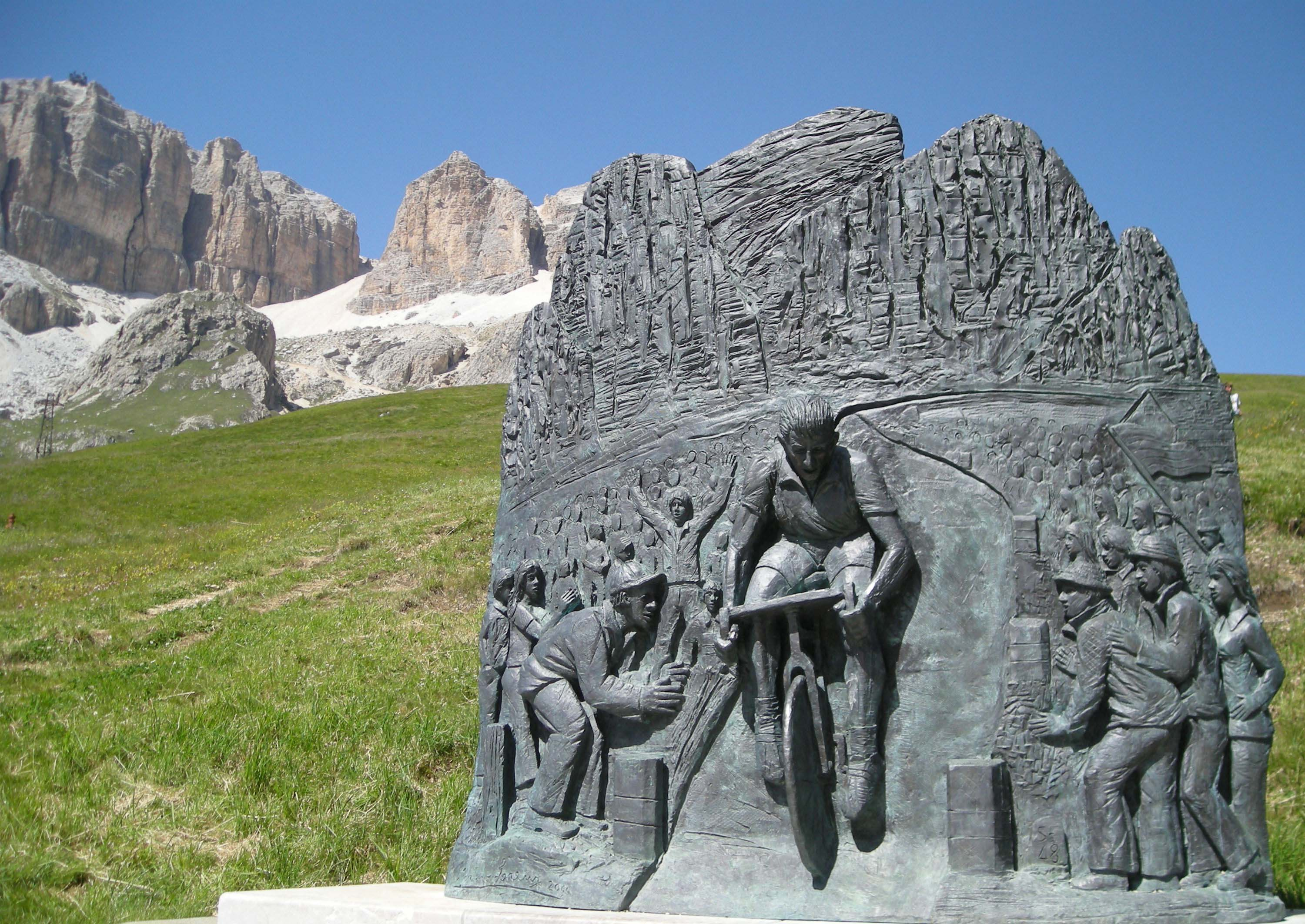
Pomnik Fausto Coppiego na przełęczy Pordoi, Włochy

Fausto Coppi (ur. 15 września 1919 w Castellanii, zm. 2 stycznia 1960 w Tortonie) – włoski kolarz torowy i szosowy, trzykrotny medalista torowych oraz dwukrotny medalista szosowych mistrzostw świata.

## Kariera
Coppi, którego zwano „il Campionissimo”, był jednym z najbardziej utytułowanych i popularnych kolarzy w historii tego sportu. Dwa razy wygrał Tour de France oraz pięć razy Giro d’Italia. Swój pierwszy duży sukces Coppi odniósł w 1940, kiedy to w wieku 21 lat wygrał po raz pierwszy Giro d’Italia. W 1942 ustanowił nowy rekord świata w jeździe godzinnej (45,871 km), który był niepobity przez 14 lat, aż do czasu, kiedy zrobił to Jacques Anquetil w 1956. Jego obiecująca kariera została przerwana przez II wojnę światową. W 1946 wrócił do kolarstwa. W kolejnych latach odniósł serię zwycięstw, która przyćmiona została dopiero przez Eddy’ego Merckxa.
Coppi jako pierwszy kolarz w historii wygrał dwukrotnie dwa wielkie toury – Giro d’Italia i Tour de France – w jednym roku (w 1949 i w 1952). Pięciokrotnie „Campionissimo” wygrywał Giro i razem z Alfredo Bindą jest rekordzistą pod tym względem. Fausto Coppi dominował również w ciężkich wyścigach jednodniowych, mimo niezbyt dobrych predyspozycji sprinterskich: pięć razy zwyciężał w Giro di Lombardia, trzykrotnie w Mediolan-San Remo i raz w Paryż-Roubaix. W 1953 r. w Lugano zdobył mistrzostwo świata w wyścigu ze startu wspólnego. Wyścigi wygrywał często dzięki długim, samotnym ucieczkom.
Coppi odnosił również sukcesy w kolarstwie torowym, zwyciężając między innymi w indywidualnym wyścigu na dochodzenie zawodowców podczas torowych mistrzostw świata w Paryżu w 1947 roku oraz na rozgrywanych dwa lata później mistrzostwach świata w Kopenhadze. W tej samej konkurencji Fausto pięciokrotnie zdobywał złote medale na torowych mistrzostwach Włoch.

### Coppi vs. Bartali
Czas aktywności Coppiego jest ogólnie określany jako początki „złotego wieku w kolarstwie”. Okres ten kojarzy się wielu z rywalizacją między Coppim i 5 lat od niego starszym Gino Bartalim. Szczególnie ciekawy pojedynek stoczyli oni na trasie Tour de France w 1949. Bartali, który wygrał Tour w poprzednim roku, był tu faworytem, a Coppi jechał jako pomocnik. Ostatecznie Coppi okazał się silniejszy i z przewagą ponad 10 minut wjechał na metę w Paryżu. Konkurencja tych dwóch włoskich kolarzy stworzyła słynny podział włoskich fanów kolarstwa na „bartalistów” i „coppistów”.

## Życie prywatne
W 1951 roku, wskutek upadku zmarł jego młodszy brat Serse, również kolarz. Fausto również w ciągu swojej kariery wielokrotnie doznawał licznych złamań.
W 1953 roku wyszło na jaw, że Fausto Coppi opuścił żonę, aby związać się z zamężną Giulią Occhini, zwaną Dama Bianca. We Włoszech lat 50. XX w. było to uważane za wielki skandal. Coppi i jego towarzyszka zostali potępieni obyczajowo, jak i na drodze postępowań sądowych. Coppi kontynuował karierę, nie mógł jednak wrócić do swojej dawnej formy i nawiązać do dawnych sukcesów.
W końcu roku 1959 w trakcie wyścigu w afrykańskiej Górnej Wolcie (dziś Burkina Faso) został zarażony malarią. Po powrocie do Włoch choroba się rozwinęła, nie została jednak w porę rozpoznana w szpitalu i Coppi zmarł w wieku 40 lat.